# Помпей Велики
 Тази статия е за римския политик и пълководец Помпей Велики.  За едноименния римски град вижте Помпей.  
Гней Помпей, наричан Велики (на латински: Gnaeus Pompeius Magnus), е римски държавник и пълководец.

## Ранни години
Роден е през 106 пр.н.е. Баща му, Гней Помпей Страбон, бил известен пълководец, но политическата му кариера била твърде неуспешна. Докато бил на служба при Сула, бил естествен враг на Гай Марий, Серторий, Цина и др., но същевременно му се наложило да оглави олигархичната войска при битката при порт Колина, тъй като точно през тази година (87 пр.н.е.) му било отказано консулство.
Помпей Младши, започнал военната си кариера под командването на баща си, заедно с него бил подложен на неприязънта на противниковата партия, особено след смъртта на баща си, когато му се наложило да се защитава от обвинения в разхищение на държавни пари (част от средствата, получени при превземането на Аскула). Все пак, с помощта на Марций Филип и Квинт Хортензий, той спечелва делото пред претора Публий Антистий, който скоро му става тъст. По това време Помпей постъпва на служба при Цина, но тъй като омразата към баща му не била забравена сред тогавашните революционери, той скоро е принуден да се оттегли в провинцията. През 83 пр.н.е. г., когато Сула нахлува в Италия, Помпей решава да премине на негова страна, набързо вербува три легиона в района, където е имението му и жителите симпатизират на семейството му. След като разгонва привържениците на Карбон, Помпей пресреща войските на Сула, като по пътя разбива съюзната армия на Карина, Клелия и Марк Юний Брут и превзема много градове.
Сула с радост приема Помпей и го награждава с титлата император. Тръгвайки към северната част на Италия Помпей превзема Галска Сена и заедно с Марк Лициний Крас прониква в Умбрия и при Сполеция (лат. Spoletia, днес Сполето) разбива Карина. Противниците на Сула окончателно са разбити и той е провъзгласен за диктатор. За заслугите си Помпей е засипан с награди. Освен всичко друго, той го развежда с жена му и го жени за дъщеря си Емилия, която за целта е разведена с първия си мъж.

## Сицилия и Африка
През 82 пр.н.е. Помпей е изпратен със силна войска и 120 кораба в Сицилия. След като разгонва остатъците от противниковата войска в Сицилия, Помпей се отправя към Африка, настъпва срещу Гней Домиций Ахенобарб и за 40 дни го побеждава. Сула се чувства неуверен при наличието на такъв невероятен пълководец и му изпраща писмо със заповед да разпусне войската и да чака свой заместник, но войниците, които обичали Помпей едва не вдигат бунт. Страхувайки се да подразни войската и нейния ръководител Помпей, Сула си премълчава и дори приветства Помпей с прозвището „Велики“. През 79 пр.н.е. Помпей, за първи път в римската история получава триумф, без преди това да е бил сенатор. След смъртта на Сула (79 пр.н.е.), Помпей не влиза в съюз нито с партията на олигарсите, нито с народната партия. Природата го била надарила с военни способности, физическа сила, енергия, издръжливост, храброст, но той не бил политик. Бил срамежлив, нерешителен, слабо образован, формалист. Не бил жесток. Животът му е ред от противоречия и ако е постигнал успех, това се дължало единствено на военните му успехи, прославили името му сред широките народни маси.

## Испанската война
През 77 пр.н.е. Помпей е изпратен да се бие с Лепид в Северна Италия, където той обсажда Мутина. Не можейки да се справи с Катул и Помпей, Лепид отплава в Сардиния, където по-късно умира. Без да разпуска армията, с която е воювал срещу Лепид, Помпей очаква да бъде упълномощен да се отправи към Испания, където да унищожи силите на Серторий (Квинтус Серториус), но тъй като още не е изпълнявал нито една от задължителните по онова време граждански длъжности, сенатът бави максимално дълго назначаването му и отстъпва едва тогава, когато ситуацията го принуждава. След като получава наместничество в източна Испания. През лятото на 77 пр.н.е. Помпей преминава Алпите и през есента вече е овладял с войските си левия бряг на р. Ебро. Серторий решава да не допусне противниците му да обединят силите си и да не пусне Помпей да премине Ебро, но Помпей разкъсва противниковите позиции и при Валенсия разбива Херений. През 75 пр.н.е. Метел се придвижва с войските си в източна Испания за да се свърже с Помпей. През този период Серторий на два пъти побеждава Помпей и само благодарение на Афраний (първия път) и на Метел при втория, римляните не губят окончателно. През 74 пр.н.е. и 73 пр.н.е. борбата за р. Ебро продължава с променлив успех и завършва през 72 пр.н.е. със смъртта на Серторий, убит от собствените си офицери. През 72 г. Помпей пленява Перпен, след което повечето испански градове му отварят вратите си.
Испанската война не дарява Помпей с нови лаври. Той играе в нея второстепенна роля и не проявява в действията си предишните решителност и бързина. Основна причина за това е фактът, че е обиден от небрежното отношение на сената, който не му праща своевременно пари и необходимите припаси. Връщайки се в Италия, Помпей решава да скъса със сенатската партия и да се присъедини към демократите, на които обещава в случай, че му дадат консулство да прокара демократични закони, за да премахне диктаторската конституция на Сула.

## Възход за Помпей
Настъпвайки заплашително с войските си към Рим, той изисква за себе си консулство за периода от 70 години и нов триумф, а за войниците си, земя. Като претендент за второто консулско място се явява Марк Лициний Крас. Изборите завършват с победа на Помпей. Той изпълнява обещанията си за демократизация: на народните трибуни са възстановени предишните права, съсловието на конниците получава равни със сенаторите права да участва в съдилищата, на цензурите е върната предишната власт. В ръцете на Помпей е покорната войска, настроението на народа е благоприятно, противниците са принудени да замълчат, но Помпей не се решава да направи решителната крачка и да стане единовластен император и разпуска войската. Напускайки длъжността консул, Помпей живее като частно лице до 67 пр.н.е., когато Габиний прокарва два закона: единия за отзоваването на Лукул от Азия, където води война с Митридат, а другия – за назначаването на главнокомандващ за борба с морските пирати.
Народните очаквания са насочени към Помпей, заради когото бил предложен последния закон. На главнокомандващия в предстоящата война се давала за 3 години пълната власт над цялото Средиземно море и бреговата му ивица по цялото ѝ протежение на дълбочина 70 км. Той имал правото да издигне 15 сенатора в звание претори и двама квестори и да събира неограничено количество войски, можел да се разпорежда едновременно с касите на столицата и провинциите и да получава по 144 милиона сестерции. Въпреки силното противодействие на противниковата партия на оптиматите (Пизон, Катул), изборът на Помпей минава при възторжената реакция на народната маса. Нещо повече – било му разрешено да увеличи войската си и вместо 15 претори са му дадени в разпореждане 24.

## Кампания срещу пиратите
През пролетта на 67 пр.н.е. Помпей, заедно с войските си, състоящи се от 120 000 пехотинци и 5000 конници и 500 кораба, навлизат в морето, което предварително е разделено на 13 участъка, всеки един поверен на отделен легат. Помпей бил решил да очисти от пирати преди всичко Сицилианските и Африканските води, което успява да направи само за 40 дена. След това с 40-те си най-добри кораба той се отправя към Киликия – главното гнездо на пиратите, превзема Антикраг, Краг, разорява селищата и замъците на пиратите, пленява около 400 кораба, избива около 10 000 души и бързо приключва войната в източната част на морето. От лятото на 67 пр.н.е. търговията и живота в тази част на Рим отново поемат в обичайното си русло. Междувременно, след първия закон на Габиний, Лукул е отзован от Мала Азия и на негово място е изпратен Глабрион, но по това време Помпей е приключил с пиратите и очаквал да получи пълномощия за война с Митридат. Един от привържениците му, трибунът Гай Манилий, внася в народното събрание предложение за назначаването на Помпей за наместник на Витиния и Киликия, както и да му бъде възложена войната против Тигран и Митридат, като при това му се запазят предишните пълномощия. Новият закон е приет с невероятно единодушие.
Никога дотогава в Рим не се било случвало толкова огромна власт да бъде съсредоточавана в ръцете на един човек.

## Азиатски войни
С дипломатически маневри Помпей успява да разедини азиатските си противници. С войска от около 50 000 души Помпей се появява в Понт и превзема един след друг градовете на Митридат. Азиатският владетел бяга от пряко стълкновение, отстъпвайки на изток, но при река Ефрат римляните го настигат и го разбиват тотално. Това е последната битка, в която участва Митридат. С останките от свитата си той избягва в Синория, а оттам се отправя към Тигран, но след като разбира, че последният е определил 100 таланта за главата му, решава да поиска помощ от сина си. През това време Помпей превзема Армения и налага на Тигран мирни условия, според които към римляните преминават Финикия, Кападокия, Сирия, Киликия, Софена и Кордуена. През 66 пр.н.е. цяла Азия на запад от р. Ефрат е владение на римланите. През 65 пр.н.е. Помпей победоносно преминава през южен Кавказ и потушава въстанията на албанци и иберийци. След това се връща в Понт и овладява градовете, които все още са останали верни на Митридат. Когато, през 63 пр.н.е., умира Митридат, резултатът от войната се счита за окончателно закрепен.
През 61 пр.н.е. се провежда триумфално влизане на Помпей в столицата, при което зад колесницата му вървят децата на партянския, арменския и понтийския царе. Оказани са му нечувани почести както и правото да носи лавров венец и триумфална одежда. Но и този път Помпей не дръзва да завземе властта и разпуска легионите си. Точно по това време положението му в Рим става неустойчиво – нито една от партиите не иска да го признае за свой. Отказали му консулство за следващата година и не изпълнили обещанията си да възнаградят ветераните.

## Първи Триумвират
Юлий Цезар, който с поддръжката на Помпей, все още ползващ се с подкрепата на народа заема позиции срещу сенатската партия. Помага му и Крас и Юлий Цезар получава желаното консулство. Съставен е първият Триумвират (60 пр.н.е.), а през 59 пр.н.е. Цезар става консул. През същата година са въведени закони, потвърждаващи направените от Помпей назначения на изток и в Кампания се раздават поземлени участъци за ветераните. Благодарение на войската, която е на разположение на триумвирата, благоразположението на народа и поддръжката на прослойката на конниците, които получили значителни облекчения, сенатската партия търпи поражение и властта преминава изцяло в ръцете на триумвирата. Именно по това време, с цел да закрепи съюза, Цезар дава дъщеря си Юлия за съпруга на Помпей. Когато Цезар заминава през 58 пр.н.е. в Галия, Помпей начело на специална комисия започва да раздава земя. По същото време в Рим започва недоволство под водачеството на демагозите, сред които най-отявлен бил Клодий. Самият Помпей скоро се оказва в списъка на преследваните. Клодий и поддръжниците му неведнъж го нападат и обсаждат дома му. Бездействието на Помпей в Рим, на фона на победите на Цезар в Галия обръщат общественото мнение срещу него. Когато Помпей, желаейки да си върне предишната власт и пълномощия предлага да бъде назначен за 5-годишен срок за проконсул, за да уреди въпроса с хляба, като му се предоставят войски и средства, предложението му е прието, но със значителни ограничения – Помпей не получава нито войска, нито пари. По това време Помпей започва да се отнася отрицателно към Цезар, виждайки в него опасен противник и конкурент.

## Триумвиратът се разпада
След като помирява Помпей и Крас, Цезар, който вече безспорно е първенецът в уж равнопоставената тройка на триумвирата, предлага следните мерки: за известно време Помпей и Крас да са консули, след което Помпей трябва за 5 години да отиде като наместник в Испания, а Крас – в Сирия; Цезар да бъде наместник в Галия 5 години повече от обичайния срок. Помпей обаче не отива в Испания, а остава в Рим под предлога, че има работа в столицата. Разногласията в триумвирата се задълбочават през 54 пр.н.е., когато с помощта на подкупи за консули са избрани двама души от противниковата партия на оптиматите. Помпей поставя кандидатурата си за диктаторска власт за да се справи с анархията. Възползвайки се от безредиците, избухнали при убийството на Клодий (52 пр.н.е.), той е назначен за консул.

## Разрив между Помпей и Цезар
Помпей прокарва закон срещу подкупите, за правото на наместничество в провинция едва след изтичане на 5-годишния срок от получаването на магистратура. Междувременно, разривът на Помпей с Цезар се задълбочава, особено след смъртта на жената на Помпей – Юлия (53 пр.н.е.). Помпей се стараел да се сближи със сената, търсейки там подкрепа срещу нарастващите възможности на противника. През 52 пр.н.е. Помпей се жени за дъщерята на Цепилий Метел, Корнелия и позволява през 51 пр.н.е. за консули да бъдат избрани двама члена на сенатската партия. Когато през 50 пр.н.е. Цезар иска да получи консулство, Помпей открито му се противопоставя, позовавайки се на закона, забраняващ да се съвместяват магистратура и промагистратура, и предлага на Цезар да се откаже от управлението на Галия и да разпусне легионите си. В отговор на това Цезар подкупил Курион (привърженик на оптиматите) и чрез него предложил на Помпей да разпусне войските си и да се откаже от наместничеството в Испания. Помпей отговорил уклончиво. Курион предложил на Сената да реши този въпрос окончателно. Болшинството на сената приело предложението, което било одобрено и от народа. На оптиматите и на Помпей им оставало само да обявят война на Цезар. Помпей получил пълномощия да набере войска. Въпреки тактичното и внимателно, по-скоро примирително поведение на Цезар, партията на Помпей действала с необмислена разгорещеност, водейки събитията към война. Когато в началото на 49 пр.н.е. дошло писмо от Цезар с предложение за мир, то било категорично отхвърлено. На Цезар било заповядано в определен срок да разпусне войската, иначе щял да бъде обявен за враг на отечеството. По това време Помпей е назначен за главнокомандващ на всички сухопътни и морски сили, с неограничена военна власт и с правото свободно да се разпорежда с държавната хазна. Цезар приема хвърлената ръкавица и преминава Рубикон.

## Краят на Помпей
Заставайки под знамената на аристократическата партия, Помпей се превръща в нещо като наемен пълководец, а не предводител на партия. Това забавя военната подготовка, докато Цезар бързо се придвижва към Рим начело на 5000 души пехота и 300 конника. Когато известието за приближаването на Цезар стига до сената, Помпей се оттегля с войските си в Луцерия, след това в Брундизи, откъдето заминава за Дирахия. Под командването му имало 11 легиона, 5000 конници и флот от 500 кораба. Завоювайки Испания, където били помпеевите легиони, през зимата на 49 – 48 г. Цезар започва да прехвърля войската си в Гърция. Част от войските била прехвърлена нормално, но привърженикът на Помпей – Бибул, изгорил корабите, на които трябвало да се натовари останалата част от войската. По това време Помпей притиснал Цезар при Дирахия. Цезар се оттеглил в Тесалия, където го последвал и Помпей. Кампанията можело да приключи по различен начин, ако Помпей следвал собствения си план и не бил притесняван от нетърпеливите оптимати, които го принудили да пристъпи към решителни крачки. По настояване на оптиматите Помпей, през август 48 пр.н.е. влиза в битка с Цезар при Фарсала и въпреки че има значителен превес в сили и средства над войските на Цезар, губи битката. Помпей пада духом, напуска войските и се отправя на изток, за да търси там помощ. Пристигайки на о. Лесбос той взима на кораба си жена си Корнелия и по-малкия си син Секст и отплава към Кипър. Там получава пари и заминава за Египет, с надеждата да получи военна подкрепа. Регентите, управляващи Египет от името на Птолемей XIII обаче го убиват, с надеждата да заслужат с това благодарността на Цезар. Пристигналият няколко дена по-късно Цезар получава от царедворците главата и пръстена на врага си.
Тялото му, оставено на брега е погребано от войниците, а главата била тържествено изгорена от Цезар и пепелта била предадена с почести на земята.

## Други
- В Успоредни животописи Плутарх описва живота на Помпей наред с този на Агезилай II.